# Klagefrauen von Romont

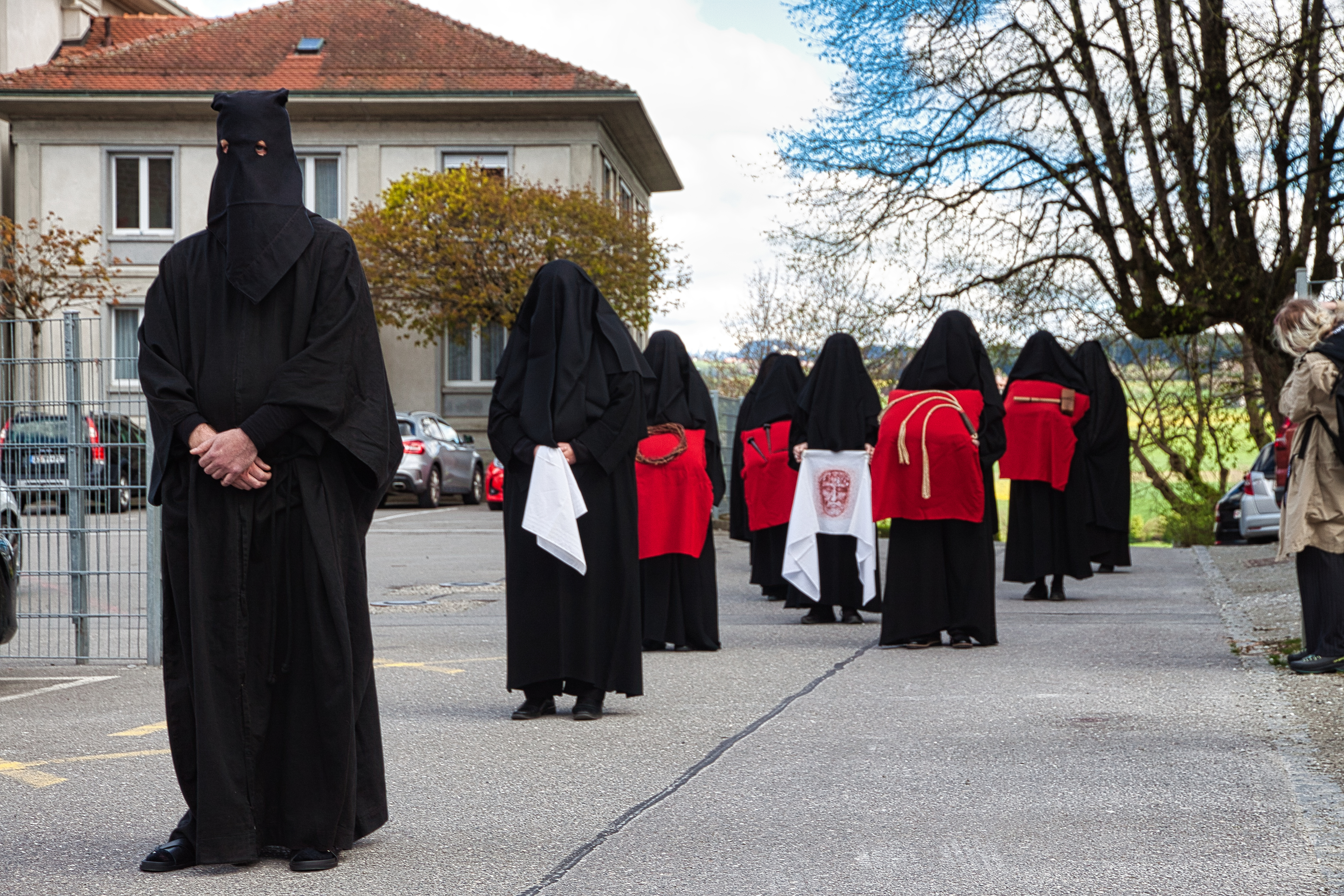
Die schwarz verhüllten Klagefrauen ziehen am Nachmittag von Karfreitag 2025 in die Kollegiatskirche von Romont, Schweiz, ein.

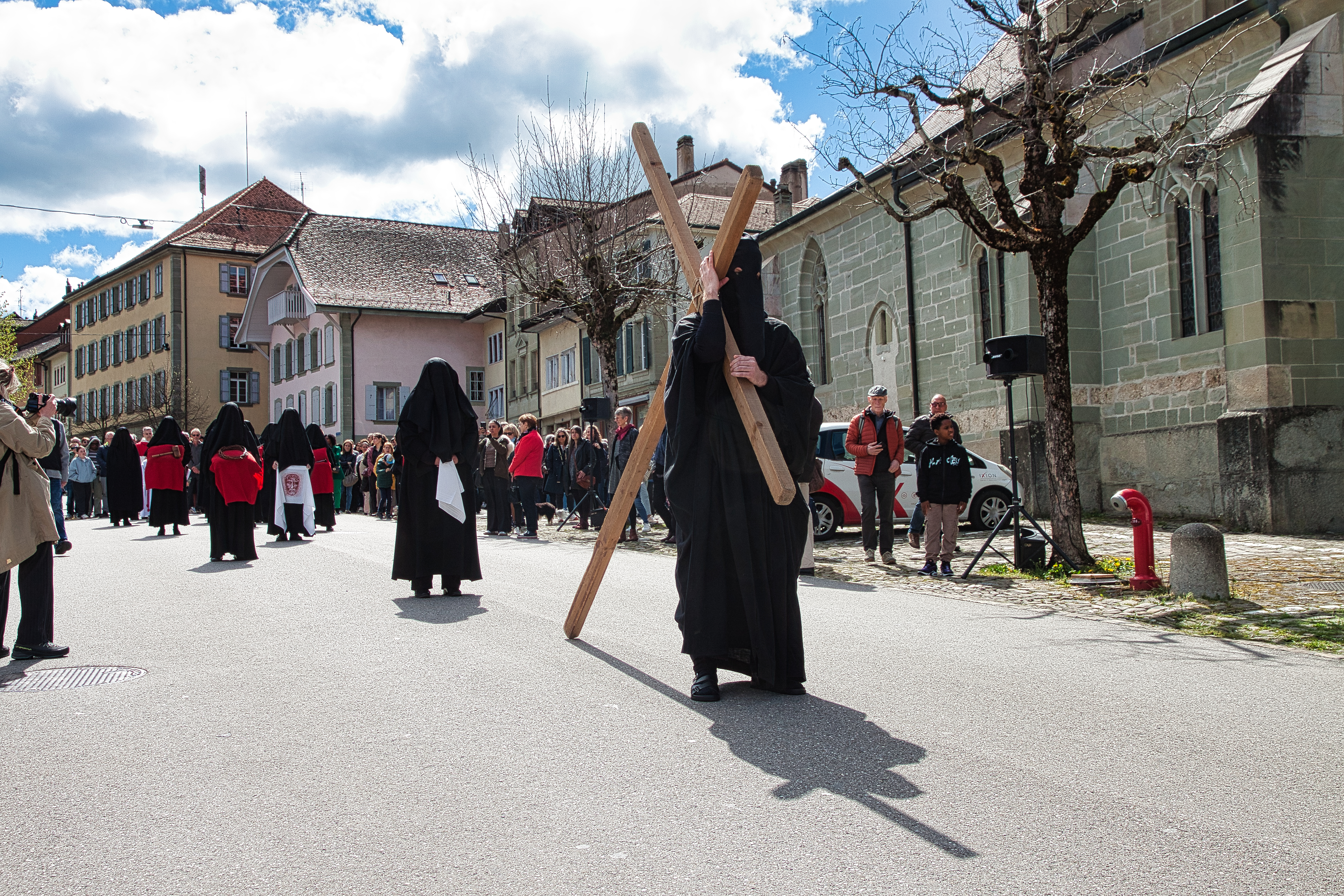
Die schwarz verhüllten Klagefrauen präsentieren symbolische Leidenswerkzeuge Christi. Die vorderste Klagefrau stellt die Muttergottes dar; sie hält ein weisses Tuch als Zeichen der Trauer einer Mutter um den Tod ihres Kindes.

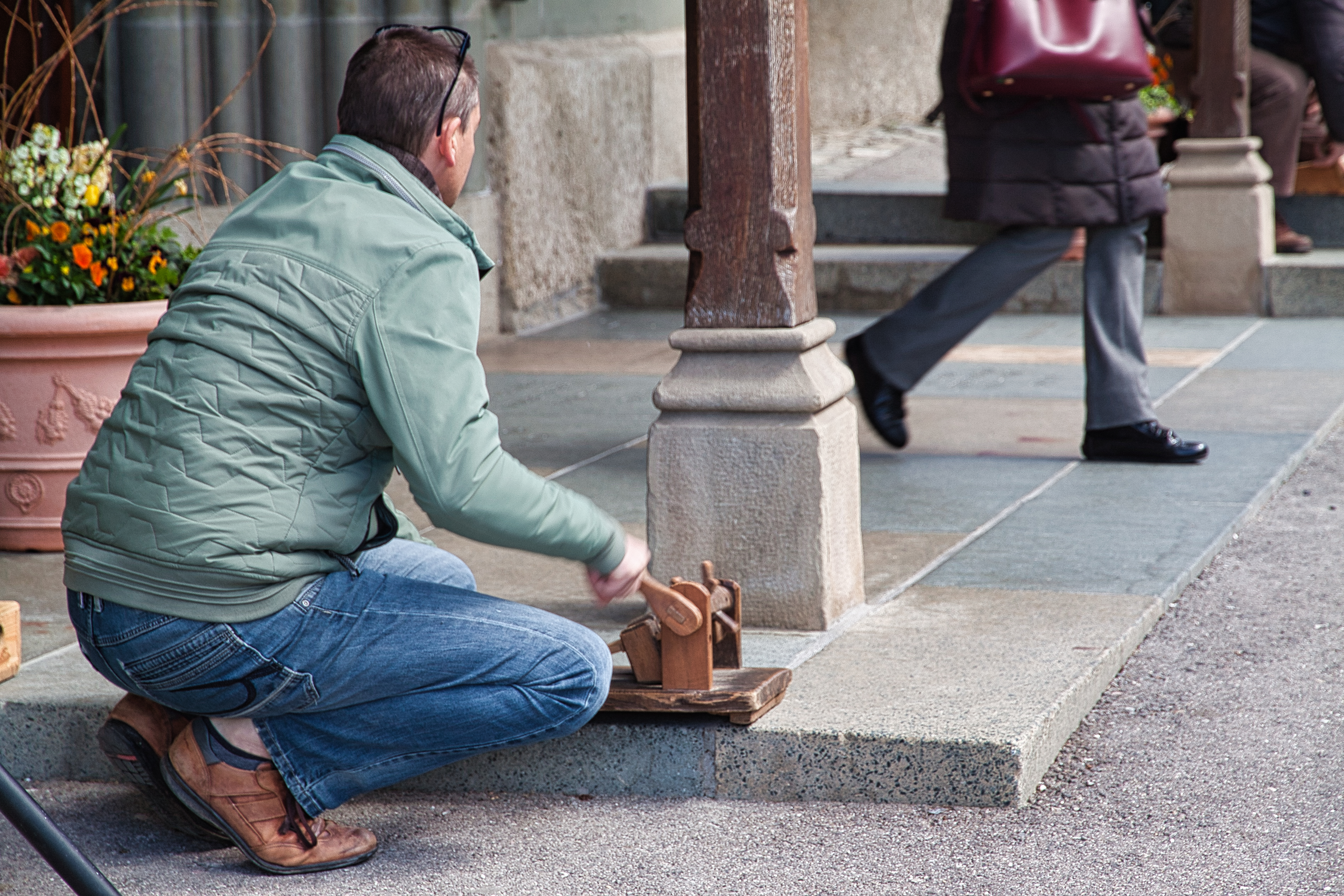
Rätschen an Karfreitag in Romont

Die Klagefrauen von Romont (französisch pleureuses de Romont, auch Klageweiber von Romont) sind überlieferter Bestandteil eines mittelalterlichen Mysterienspiels, das sich seiner theatralischen Elemente entledigte und heute als Karfreitagsprozession in Romont, Kanton Freiburg, durchgeführt wird. Neben der religiösen Motivation schwingt auch folkloristische Resonanz mit.

## Der katholische Brauch
Am Karfreitag schweigen die Kirchenglocken. An ihrer Stelle rufen die lauten Ratschen zum Gottesdienst in der gotischen Kollegiatskirche auf dem Stadthügel in Romont. Mitten am Nachmittag folgen die Gläubigen der Karfreitagsliturgie. Zu vernehmen ist das Evangelium, das vom Leidensweg Jesu nach Golgatha handelt. Danach setzt sich ein stiller Trauerzug von einem guten Dutzend schwarz verhüllter Klagefrauen in Bewegung. Jede trägt auf einem roten Kissen ein Marterwerkzeug: Dornenkrone, Geissel, Rute, Zange, Hammer, Nägel. Eine trägt ein weisses Schweisstuch mit dem abgedruckten Gesicht des zum Tode Verurteilten. Das Tuch erinnert an das Schweisstuch der Veronika. Angeführt wird der langsame, schweigende Trauerzug von einer schwarz gekleideten Gestalt mit spitzer Kapuze. Sie trägt ein grosses Holzkreuz auf ihren Schultern, ein anonymer Jesus. Auch die Klagefrauen bleiben anonym wie die Frauen von Jerusalem. In der heutigen Welt der Bilder sei das Eintauchen in die Anonymität und Stille eine Gelegenheit, zu sich selbst zu finden, meinte eine der Klagefrauen. In der Tradition des Kreuzwegs wird an den Stationen ein Halt eingelegt, um des Leidenswegs Christi bis Golgatha zu gedenken und daran zu erinnern, dass auch heute unzählige Unschuldige getötet werden und sich die Welt nach Frieden sehnt.

## Geschichte
Der aus Romont stammende Historiker Louis Page stellt das Passionsspiel von Romont in die Tradition der mittelalterlichen Mysterienspiele eines Arnoul Gréban und des Dramatikers Jean Michel. Der Brauch lebt in abgeleiteten Themen weiter. Bekannt sind etwa die Oberammergauer Passionsspiele, Das grosse Welttheater in Einsiedeln oder Jedermann in Salzburg. Anderswo wurden Wunder, das Leben von Heiligen und andere Mysterien auf die Bühne gebracht.

### Passionsspiel von Romont
Die älteste Erwähnung des Passionsspiels von Romont geht laut Page auf das Jahr 1456 zurück. Damals wurde in Lausanne nach passenden Kostümen für Christus, die Apostel, heiligen Frauen und Soldaten gesucht, die das Karfreitagsspiel aufführen sollten, wie aus Rechnungen des Klerus hervorgeht. Daraus ist abzuleiten, dass schon vorher Passionsspiele in Romont aufgeführt wurden, man nun aber die Kostümierung verbessern wollte. Im gleichen Jahr und in den darauffolgenden finden sich in den Handschriften des Stadtrats Verlautbarungen bezüglich der Karwoche, die das Wegräumen von Hindernissen und Unrat in den Strassen betrafen, um für die Aufführung des Passionsspiels und die religiösen Zeremonien bereit zu sein. Page führt die eher dürftige Quellenlage darauf zurück, dass im Gegensatz zum opulenten Dreikönigsspiel mit den Trommlern, Pfeifern, dem Festbankett und der allgemeinen Ausgelassenheit das Passionsspiel, das in der Fastenzeit stattfindet, schlichter daherkam und deshalb kaum aktenkundig wurde. Page geht davon aus, dass das Passionsspiel von einer Art Bruderschaft der Chorherren der Kollegiatskirche in Zusammenarbeit mit Laien organisiert wurde, die im Geiste des Mittelalters anonym blieben. Aus Akten des Stadtrates für das Jahr 1735 geht hervor, dass der Stadtrat die Entschädigung eines Bürgers für die Rolle des Teufels und weiterer Akteure der Karfreitagstragödie festlegte. In dieser Epoche organisierten die Behörden die Feier, wie im gleichen Jahr aus der Feststellung hervorgeht, wer am Karfreitag den Umhang des Herodes tragen sollte. Auch 1740 finden sich Einträge in den Handschriften des Stadtrats hinsichtlich der Besetzung des Teufels und dessen Gage sowie der Bezahlung für die Lieferung von Kreuzen, deren Grösse im Verhältnis zu den Büsserkleidern zu bemessen war. Die letzte Erwähnung deutet darauf hin, dass die Gruppe der Kreuzträger, die mit einer Kapuze vermummt waren, bereits in die Aufführung eingeführt worden war. 1755 wurde die Aufführung des Mysterienspiels beendet.

### Karfreitagsprozession mit Klagefrauen
Es wurde ersetzt durch eine Prozession am Karfreitag. 15 Männer oder Junge, deren Gesicht mit einem dunklen Sack verhüllt war, traten aus der Spitalkapelle und begaben sich zur Pfarrkirche. Angeführt wurde der Zug von einem Büsser, der ein ziemlich schweres Holzkreuz trug. Bald bewegte sich eine ansehnliche Prozession durch die Gassen der Stadt. Das unheimliche Rollen der Kreuze und der Gesang des Stabat verbreiteten eine tiefe Traurigkeit. Den Kreuzträgern folgten Klagefrauen. Das waren etwa zwanzig Mädchen in Schwarz mit zerzausten Haaren. Sie trugen gemalte Bilder der Märtyrerwerkzeuge mit sich. Sie verkörperten die Jungfrau Maria und die anonymen Frauen von Jerusalem, die weinend Christi Spuren durch die Gassen der Stadt auf den Kalvarienweg folgten. Die Prozession kehrte zur Pfarrkirche zurück, wo die Karfreitagspredigt erging. Diese Prozession mit den Kreuzesträgern wiederholte sich bis 1843. In diesem Jahr verbrannten die Bussgewänder und Kreuze.

### Prozession der Klagefrauen mit der Statue
Elemente des Passionsspiels und der Prozession mit den Kreuzträgern leben in der Karfreitagsprozession weiter. Hinter einem unter einer schwarzen Kapuze verhüllten Büsser, der das Kreuz trug, begleitete die Gruppe der Klagefrauen, die ganz in Schwarz gekleidet und deren Gesicht unter einem Trauerschleier verhüllt war, eine Marienstatue mit einem Trauerschleier. In der Hand hielt sie ein weisses Taschentuch, als wolle sie damit ihre Tränen abwischen. In dieser Form wiederholte sich die Prozession bis 1957.

### Prozession der Klagefrauen
Bis 1974 wurde auch die Statue der Jungfrau Maria mitgetragen. Im Geiste des Zweiten Vatikanischen Konzils ergaben sich in den 1970er Jahren weitere Veränderungen. Progressive Kreise fanden die Prozession zu theatralisch. Die Gewänder der Klagefrauen wurden verlängert, die Leidenswerkzeuge auf Kissen gelegt. Ausserdem ist die Heilige Jungfrau keine Statue mehr, sondern wird von einem Mädchen verkörpert. Es folgt allein dem grossen Kreuz, das von einem mit einer Kapuze verhüllten Büsser getragen wird. Anstelle des Stabat-Gesangs herrscht Stille. Der Weg der Prozession wurde verkürzt und die Stationen auf sechs beschränkt.